# Eurovision Young Dancers 2015
Der 14. Eurovision Young Dancers fand am 19. Juni 2015 in Pilsen, Tschechien statt. Viktoria Nowak gewann den Wettbewerb für Polen.

## Austragungsort
Am 29. November 2014 wurde bekanntgegeben, dass der Wettbewerb im Nové Divadlo in Pilsen in Tschechien stattfinden wird.
Česká televize war für die Ausrichtung zuständig, es handelte sich um die erste Austragung eines Eurovision-Events in Tschechien.

## Format
Die Teilnehmer bestehen aus meist nicht-professionellen Tänzern zwischen 16 und 21 Jahren, die in einem Tanz ihrer Wahl ihr Talent der Jury, die aus professionellen Tänzern, die aus verschiedenen Genres kommen müssen, besteht, präsentieren. Dazu wird der Tanz meistens mit Unterstützung von einem Choreografen bestimmt. Aus den Teilnehmern werden dann zwei ins Finale gewählt, wo jeder erneut einen 90-Sekündigen Tanz vorführt.

### Moderation
Am 10. März 2015 wurde bekanntgegeben, dass Libor Bouček den Wettbewerb moderieren wird.

### Jury
Am 5. Juni 2015 gab die EBU die drei Jurymitglieder bekannt. Die Jury bestand aus folgenden Personen:
- Kanada: Alexandra “Spicey” Landé
- Spanien: Zenaida Yanowsky
- Tschechien: Jiří Bubeníček

## Teilnehmer

### Länder

Länder, die am Finale teilgenommen haben
Länder, die in der Vorrunde ausgeschieden sind
Länder, die in der Vergangenheit teilgenommen haben, jedoch nicht 2015

Am 7. April 2015 gab der Executive Supervisor des EYD, Vladislav Yakovlev, bekannt, dass 10 Länder am Wettbewerb 2015 teilnehmen.
Albanien und Malta nahmen 2015 zum ersten Mal am Wettbewerb teil. Armenien und Belarus, die 2013 beim Wettbewerb ihr Debüt gaben, zogen sich vom Wettbewerb zurück. Außerdem nahm die Ukraine nicht teil, nachdem das Land 2013 zum Wettbewerb zurückkehrte. Die Slowakei nahm zum ersten Mal seit 1997 wieder am Wettbewerb teil.

## Finale
Das Finale fand am 19. Juni 2015 in der Nové Divadlo in Pilsen statt. Viktoria Nowak gewann den Wettbewerb für Polen.

### Vorrunde
| Platz | Startnr. | Land                   | Teilnehmer         | Tanz Choreografie (C)                         |
| ----- | -------- | ---------------------- | ------------------ | --------------------------------------------- |
| 1.–2. | 1        | Slowenien              | Staša Tušar        | Gardenfound C: Tanja Pavlič                   |
| 1.–2. | 6        | Polen                  | Viktoria Nowak     | Piece in Old Style C: Jacek Przybyłowicz      |
| 3.–8. | 2        | Norwegen               | Trine Lise Moe     | Flux C: Masja Abrahamsen                      |
| 3.–8. | 3        | Slowakei               | Valéria Stašková   | La Esmeralda C: Marius Petipa                 |
| 3.–8. | 4        | Malta                  | Anthea Zammit      | Ticrita – Tear Apart C: Dorian Mallia         |
| 3.–8. | 5        | Niederlande            | Timothy van Poucke | Variation of the Male Flame C: Thom Stuart    |
| 3.–8. | 7        | Albanien               | Klaudio Begaj      | Scream of life C: Arjan Sukniqi               |
| 3.–8. | 8        | Schweden               | Agnes Klapp        | L‘apres midi C: Mia Stagh                     |
| 3.–8. | 9        | Deutschland            | Thomas Rohe        | Senses C: Thomas Rohe                         |
| 3.–8. | 10       | Tschechien (Gastgeber) | Helena Nováčková   | Soldier on my own C: Jana Kovačević Spiessová |

 Teilnehmer hat sich für das Finale qualifiziert.

### Finale
| Platz | Land      | Teilnehmer     | Tanz Choreografie (C)                    |
| ----- | --------- | -------------- | ---------------------------------------- |
| 1.    | Polen     | Viktoria Nowak | Piece in Old Style C: Jacek Przybyłowicz |
| 2.    | Slowenien | Staša Tušar    | Gardenfound C: Tanja Pavlič              |

## Übertragung

### Fernsehübertragung
| Land                | Zeit                      | Sender              |
| Teilnehmende Länder | Teilnehmende Länder       | Teilnehmende Länder |
| ------------------- | ------------------------- | ------------------- |
| Albanien            | live                      | RTSH HD             |
| Albanien            | live                      | TVSH                |
| Albanien            | live                      | TVSH 2              |
| Albanien            | live                      | RTSH Muzikë         |
| Albanien            | live                      | RTSH Art            |
| Deutschland         | 12. Juli 2015 – 11:00 Uhr | WDR                 |
| Deutschland         | 15. Juli 2015 – 21:05 Uhr | WDR                 |
| Malta               | 19. Juni 2015 – 20:50 Uhr | TVM 1               |
| Niederlande         | 28. Juni 2015 – 18:10 Uhr | NPO 2               |
| Norwegen            | live                      | NRK 1               |
| Polen               | live                      | TVP Kultura         |
| Schweden            | live                      | SVT                 |
| Schweden            | live                      | SVT World           |
| Schweden            | 20. Juni 2015 – 20:00 Uhr | SVT 2               |
| Schweden            | 21. Juni 2015 – 15:25 Uhr | SVT 2               |
| Slowakei            | live                      | RTVS 2              |
| Slowenien           | 28. Juni 2015 – 20:00 Uhr | RTV SLO 2           |
| Tschechien          | live                      | ČT 2                |

## Absagen

### Absagen und daher keine Rückkehr zum EYD
| Land                   | Grund und Bemerkung | letzte Teilnahme |
| ---------------------- | --- | ---------------- |
| Armenien               | Am 30. Januar 2015 gab ARMTV bekannt, dass Armenien 2015 nicht am Wettbewerb teilnehmen wird. Genaue Gründe wurden nicht genannt. | 2013             |
| Belgien                | Am 3. Dezember 2014 gab der belgische Sender VRT bekannt, dass das Land nicht zum Wettbewerb 2015 zurückkehren wird. Ein Grund für die Absage wurde nicht genannt. | 2005             |
| Bulgarien              | Die Sender der Länder äußerten sich nicht zu einer Teilnahme bzw. Nicht-Teilnahme am Wettbewerb. Schließlich erschienen die Länder nicht auf der Teilnehmerliste für 2015. | 1991             |
| Dänemark               | Die Sender der Länder äußerten sich nicht zu einer Teilnahme bzw. Nicht-Teilnahme am Wettbewerb. Schließlich erschienen die Länder nicht auf der Teilnehmerliste für 2015. | 1993             |
| Estland                | Die Sender der Länder äußerten sich nicht zu einer Teilnahme bzw. Nicht-Teilnahme am Wettbewerb. Schließlich erschienen die Länder nicht auf der Teilnehmerliste für 2015. | 2003             |
| Finnland               | Am 10. Dezember 2014 gab YLE bekannt, dass Finnland nicht zum Wettbewerb 2015 zurückkehren wird. Als Grund gab der Sender an, dass man im Moment nicht teilnehmen kann, aber man hoffe in naher Zukunft zum Wettbewerb zurückkehren zu können.                                                 | 2005             |
| Frankreich             | Die Sender der Länder äußerten sich nicht zu einer Teilnahme bzw. Nicht-Teilnahme am Wettbewerb. Schließlich erschienen die Länder nicht auf der Teilnehmerliste für 2015. | 1999             |
| Griechenland           | Die Sender der Länder äußerten sich nicht zu einer Teilnahme bzw. Nicht-Teilnahme am Wettbewerb. Schließlich erschienen die Länder nicht auf der Teilnehmerliste für 2015. | 2011             |
| Irland                 | Am 28. November 2014 gab der irische Sender RTÉ bekannt, dass das Land 2015 nicht zum Wettbewerb zurückkehren wird. Ein Grund für die Absage wurde nicht angegeben. | 2001             |
| Italien                | Die Sender der Länder äußerten sich nicht zu einer Teilnahme bzw. Nicht-Teilnahme am Wettbewerb. Schließlich erschienen die Länder nicht auf der Teilnehmerliste für 2015. | 1991             |
| Kanada                 | Die Sender der Länder äußerten sich nicht zu einer Teilnahme bzw. Nicht-Teilnahme am Wettbewerb. Schließlich erschienen die Länder nicht auf der Teilnehmerliste für 2015. | 2011             |
| Kosovo                 | Die Sender der Länder äußerten sich nicht zu einer Teilnahme bzw. Nicht-Teilnahme am Wettbewerb. Schließlich erschienen die Länder nicht auf der Teilnehmerliste für 2015. | 1989             |
| Kroatien               | Am 30. Januar 2015 gab HRT bekannt, dass Kroatien nicht am Wettbewerb 2015 teilnehmen werde. Als Grund wurden finanzielle und redaktionelle Probleme des Senders genannt. | 2011             |
| Lettland               | Am 5. März 2015 gab der lettische Sender LTV bekannt, dass Lettland 2015 nicht zum Wettbewerb zurückkehren wird. Als Grund nannte der Sender, dass eine Teilnahme am EYD nicht als Priorität gesehen werde.                                                                                    | 2005             |
| Österreich             | Die Sender der Länder äußerten sich nicht zu einer Teilnahme bzw. Nicht-Teilnahme am Wettbewerb. Schließlich erschienen die Länder nicht auf der Teilnehmerliste für 2015. | 2001             |
| Portugal               | Die Sender der Länder äußerten sich nicht zu einer Teilnahme bzw. Nicht-Teilnahme am Wettbewerb. Schließlich erschienen die Länder nicht auf der Teilnehmerliste für 2015. | 2011             |
| Rumänien               | Die Sender der Länder äußerten sich nicht zu einer Teilnahme bzw. Nicht-Teilnahme am Wettbewerb. Schließlich erschienen die Länder nicht auf der Teilnehmerliste für 2015. | 2005             |
| Russland               | Die Sender der Länder äußerten sich nicht zu einer Teilnahme bzw. Nicht-Teilnahme am Wettbewerb. Schließlich erschienen die Länder nicht auf der Teilnehmerliste für 2015. | 1995             |
| Schweiz                | Die Sender der Länder äußerten sich nicht zu einer Teilnahme bzw. Nicht-Teilnahme am Wettbewerb. Schließlich erschienen die Länder nicht auf der Teilnehmerliste für 2015. | 2003             |
| Spanien                | Die Sender der Länder äußerten sich nicht zu einer Teilnahme bzw. Nicht-Teilnahme am Wettbewerb. Schließlich erschienen die Länder nicht auf der Teilnehmerliste für 2015. | 1999             |
| Ukraine                | Am 7. April 2015 gab UA:Suspilne bekannt, dass die Ukraine nicht am Wettbewerb 2015 teilnehmen wird. Ein Grund für die Absage wurde nicht genannt. | 2013             |
| Ungarn                 | Der Sender des Landes äußerte sich nicht zu einer Teilnahme bzw. Nicht-Teilnahme am Wettbewerb. Schließlich erschien das Land nicht auf der Teilnehmerliste für 2015. | 1999             |
| Vereinigtes Königreich | Am 2. Oktober 2014 gab die BBC bekannt, dass 2015 eine neue Show namens „BBC Young Dancer“ ausgestrahlt werden soll. Auf Grund dessen war eine Rückkehr zum Wettbewerb zu erwarten. Am 14. Oktober 2014 gab der Sender allerdings bekannt, dass man nicht plant zum Wettbewerb zurückzukehren. | 2005             |
| Weißrussland           | Am 26. Februar 2015 gab der belarussische Sender BTRC bekannt, dass Belarus 2015 nicht am Wettbewerb teilnehmen werde. Genaue Gründe für die Absage wurden nicht genannt. | 2013             |
| Zypern                 | Der Sender des Landes äußerte sich nicht zu einer Teilnahme bzw. Nicht-Teilnahme am Wettbewerb. Schließlich erschien das Land nicht auf der Teilnehmerliste für 2015. | 2005             |

### Absagen und daher kein Debüt beim EYD
| Land                    | Grund und Bemerkung |
| ----------------------- | --- |
| Andorra                 | Die Sender der Länder äußerten sich nicht zu einer Teilnahme bzw. Nicht-Teilnahme am Wettbewerb. Schließlich erschienen die Länder nicht auf der Teilnehmerliste für 2015. |
| Aserbaidschan           | Die Sender der Länder äußerten sich nicht zu einer Teilnahme bzw. Nicht-Teilnahme am Wettbewerb. Schließlich erschienen die Länder nicht auf der Teilnehmerliste für 2015. |
| Bosnien und Herzegowina | Die Sender der Länder äußerten sich nicht zu einer Teilnahme bzw. Nicht-Teilnahme am Wettbewerb. Schließlich erschienen die Länder nicht auf der Teilnehmerliste für 2015. |
| Georgien                | Die Sender der Länder äußerten sich nicht zu einer Teilnahme bzw. Nicht-Teilnahme am Wettbewerb. Schließlich erschienen die Länder nicht auf der Teilnehmerliste für 2015. |
| Island                  | Die Sender der Länder äußerten sich nicht zu einer Teilnahme bzw. Nicht-Teilnahme am Wettbewerb. Schließlich erschienen die Länder nicht auf der Teilnehmerliste für 2015. |
| Israel                  | Die Sender der Länder äußerten sich nicht zu einer Teilnahme bzw. Nicht-Teilnahme am Wettbewerb. Schließlich erschienen die Länder nicht auf der Teilnehmerliste für 2015. |
| Litauen                 | Die Sender der Länder äußerten sich nicht zu einer Teilnahme bzw. Nicht-Teilnahme am Wettbewerb. Schließlich erschienen die Länder nicht auf der Teilnehmerliste für 2015. |
| Mazedonien              | Die Sender der Länder äußerten sich nicht zu einer Teilnahme bzw. Nicht-Teilnahme am Wettbewerb. Schließlich erschienen die Länder nicht auf der Teilnehmerliste für 2015. |
| Moldau                  | Die Sender der Länder äußerten sich nicht zu einer Teilnahme bzw. Nicht-Teilnahme am Wettbewerb. Schließlich erschienen die Länder nicht auf der Teilnehmerliste für 2015. |
| Monaco                  | Die Sender der Länder äußerten sich nicht zu einer Teilnahme bzw. Nicht-Teilnahme am Wettbewerb. Schließlich erschienen die Länder nicht auf der Teilnehmerliste für 2015. |
| Montenegro              | Die Sender der Länder äußerten sich nicht zu einer Teilnahme bzw. Nicht-Teilnahme am Wettbewerb. Schließlich erschienen die Länder nicht auf der Teilnehmerliste für 2015. |
| San Marino              | Die Sender der Länder äußerten sich nicht zu einer Teilnahme bzw. Nicht-Teilnahme am Wettbewerb. Schließlich erschienen die Länder nicht auf der Teilnehmerliste für 2015. |
| Serbien                 | Die Sender der Länder äußerten sich nicht zu einer Teilnahme bzw. Nicht-Teilnahme am Wettbewerb. Schließlich erschienen die Länder nicht auf der Teilnehmerliste für 2015. |
| Türkei                  | Die Sender der Länder äußerten sich nicht zu einer Teilnahme bzw. Nicht-Teilnahme am Wettbewerb. Schließlich erschienen die Länder nicht auf der Teilnehmerliste für 2015. |